# Joyride (singel)
Joyride – singel szwedzkiego duetu Roxette wydany w lutym 1991 r. jako pierwszy promujący album Joyride.

## Utwory
- Joyride (wersja 7")
- Come Back (Before You Leave)
- Joyride (MagicFriendMix)
- Joyride (U.S. remix)